# Tjederiraphidia
Tjederiraphidia is een geslacht van kameelhalsvliegen uit de familie van de Raphidiidae. 
Tjederiraphidia werd voor het eerst wetenschappelijk beschreven door H. Aspöck, U. Aspöck & Rausch in 1985.

## Soort
Het geslacht Tjederiraphidia omvat de volgende soort:
- Tjederiraphidia santuzza (H. Aspöck et al., 1980)